# آیین (نشریه)
آیین، عنوان نشریه‌ای فرهنگی، سیاسی و اجتماعی بود؛ که به صورت ماهنامه در ایران منتشر می‌شد. سردبیر شماره‌های اول و دوم نشریه بر عهده سعید شریعتی بود و از شماره سوم، هادی خانیکی سردبیری آن را بر عهده گرفت. آیین در تیرماه ۱۳۸۲ برای اولین بار منتشر شد و در سال ۱۳۹۰ به دستور هیئت نظارت بر مطبوعات با طرح ایراد حقوقی و بدون آنکه به محتوای مطالب آن تذکر یا نقدی باشد، توقیف شد.

## پیشینه
سیدمحمد خاتمی، بعد از استعفا از وزارت فرهنگ و ارشاد، درخواست مجوز نشریه‌ای به نام «آیین» را کرد تا از آن به‌عنوان تریبونی برای بیان افکار خود و هم‌فکرانش استفاده کند. در آن زمان برخی از افراد حلقه کیان همراه با سیدمحمد خاتمی، گروه کوچک‌ترِ آیین را شکل دادند. گروه آیین هیچ مجله‌ای تا سال ۱۳۸۲ منتشر نکرد و در این سال، در حالی که حدود شش سال از دوم خرداد ۱۳۷۶ گذشته بود، محمدرضا خاتمی، برادر رئیس‌جمهور وقت و دبیرکل حزب مشارکت، اولین شماره این نشریه را منتشر کرد. علی‌رغم عدم انتشار مجله در این سال‌ها، گروه آیین جلسات هفتگی منظمی برگزار می‌کردند. در این حلقه، چهره‌هایی چون هادی خانیکی، سعید حجاریان، مصطفی تاج‌زاده، محسن امین‌زاده، عباس عبدی، محسن کدیور و محمدرضا خاتمی حضور داشتند.